# مارس (أسطورة)
مارس أو المريخ هو إله الحرب في الدين في روما القديمة والميثولوجيا الرومانية، وهو أيضاً إله الزراعة في روما القديمة. كان الثاني من حيث الأهمية بعد جوبيتر وكان أبر الآلهة العسكريون في الدين في روما القديمة. كانت معظم الأعياد الرومانية الخاصة به تتم في شهر آذار (مارس)، لذا سمي هذا الشهر على اسمه، كما أن ثمة أعياد له في تشرين الأول (أكتوبر) وهو موسم الحملات العسكرية ونهاية موسم الزراعة.
في هلينة، كان مارس يعرّف مع آريز من أساطير قبرص، حيث أعيد تفسير أسطورته في الأدب اللاتيني والأدب الروماني باسم مارس. لكن شخصية مارس وكرامته تختلف في أساسها عن نظيره اليوناني، الذي غالباً ما عومل بازدراء واشمئزاز في الأدب الإغريقي.
كان مارس جزءاً من ثالوث كابيتولين مع يوبيتر وكويرينوس، (وهذا الأخير كان وصياً على الشعب الروماني وليس له نظير يوناني). كان من المفترض أن يكون مذبح مارس (الموجود في كامبوس مارتيوس، وهي منطقة في روما أخذت اسمها منه) مكرساً بواسطة نوما بومبيليوس، وهو ملك روما الثاني شبه الأسطوري. على الرغم من أن مركز عبادة مارس كان موجوداً في الأساس خارج الحدود المقدسة لروما (بوميريوم)، إلا أن أغسطس (إمبراطور) جدد التركيز على الآلهة في الدين في روما القديمة وذلك بإنشاء معبد لمارس في ساحة أوغسطس